# كريستوفر س. كونر
كريستوفر س. كونر (بالإنجليزية: Christopher C. Conner)‏ هو محامي وقاضي أمريكي، ولد في 25 أكتوبر 1957 في هاريسبرج في الولايات المتحدة.